# (5157) Hindemith
(5157) Hindemith ist ein Asteroid des äußeren Hauptgürtels, der am 27. Oktober 1973 vom deutschen Astronomen Freimut Börngen an der Thüringer Landessternwarte Tautenburg (IAU-Code 033) im Tautenburger Wald in Thüringen entdeckt wurde.
Der Asteroid wurde nach dem deutschen Komponisten der Moderne Paul Hindemith (1895–1963) benannt.